# Le Péché suédois
Pour plus de détails, voir Fiche technique et Distribution.
Le Péché suédois (Barnvagnen) est un film suédois réalisé par Bo Widerberg, sorti en 1963.
Premier long métrage du cinéaste, il est présenté à la seconde édition de la Semaine de la critique, durant le Festival de Cannes 1963.

## Fiche technique
- Titre original : Barnvagnen
- Titre français : Le Péché suédois
- Réalisation et scénario : Bo Widerberg
- Musique : Jan Johansson (en)
- Photographie : Jan Troell
- Montage : Wic Kjellin (en)
- Direction artistique : Gunnar Frieberg
- Société de production : Europa Film
- Pays de production :  Suède
- Langue originale : suédois
- Format : noir et blanc - 1,37:1 - 35 mm - mono
- Genre : drame
- Durée : 95 minutes
- Date de sortie :
  - Suède : 18 mars 1963

## Distribution
- Inger Taube : Britt Larsson
- Thommy Berggren : Björn
- Lars Passgård : Robban
- Ulla Akselson : la mère de Britt
- Lena Brundin : la collègue de Britt
- Gunnar Öhlund : le père de Britt

## Tournage
Le Péché suédois est le premier long métrage de Bo Widerberg. Il est tourné à Malmö, la ville natale du réalisateur, dans des décors naturels. Le budget du film s'élève alors à 250 000 couronnes. Bo Widerberg fait appel à de jeunes comédiens : Inger Taube, mannequin, et Thommy Berggren, jeune acteur déjà repéré par Ingmar Bergman.
Influencé par John Cassavetes et son film Shadows, ainsi que par la Nouvelle vague, le réalisateur demande à ses acteurs d'improviser.